# Shinkansen Serie 800

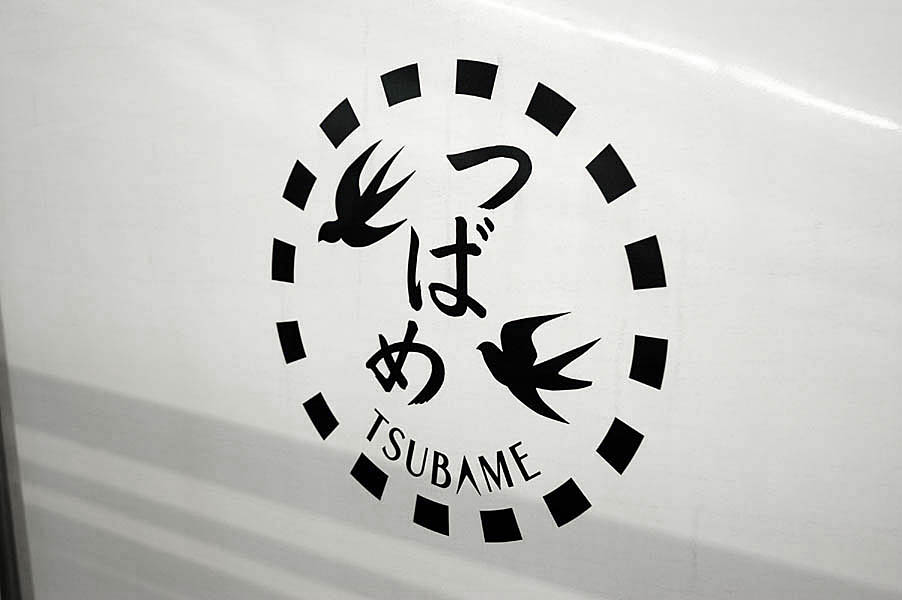
Il logo della serie 800.

Lo Shinkansen Serie 800 è un treno ad alta velocità sviluppato da Hitachi per l'utilizzo Shinkansen sulla linea ad alta velocità Kyūshū Shinkansen in Giappone. I treni sono stati introdotti nel marzo 2004 per espletare il servizio Tsubame.
La serie 800 raggiunge una velocità inferiore rispetto alla serie 700, da cui deriva: la velocità massima di servizio è di 260 km/h, anche se la velocità di progetto è 285 km/h.
Questa serie perde il musetto a "becco d'anatra" caratteristico della serie 700 a favore di uno più affilato che ricorda la serie 300. La livrea è bianca con una fascia rossa.
I sedili sono disposti fianco a fianco a due a due. Tutti i convogli sono dotati di posti accessibili ai diversamente abili e di toilette adatte in due delle sei carrozze.

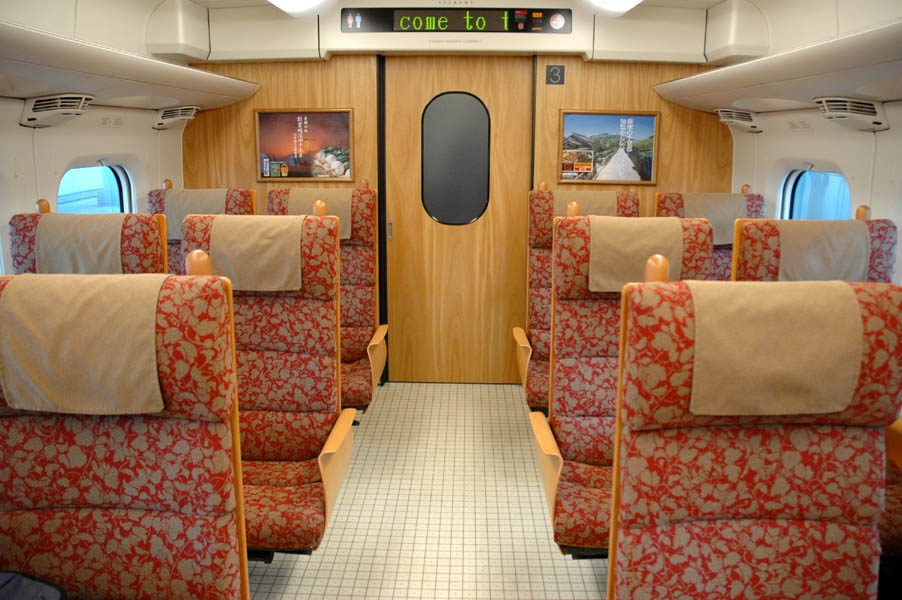
Gli interni della serie 800.